# Bahira

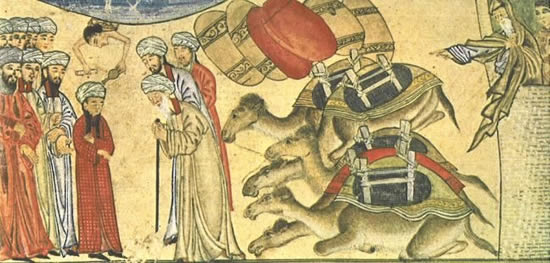
Mahomed se întâlneşte cu călugărul Bahira. Din Jami' al-Tawarikh ("Istoria Universală") cca. 1315.

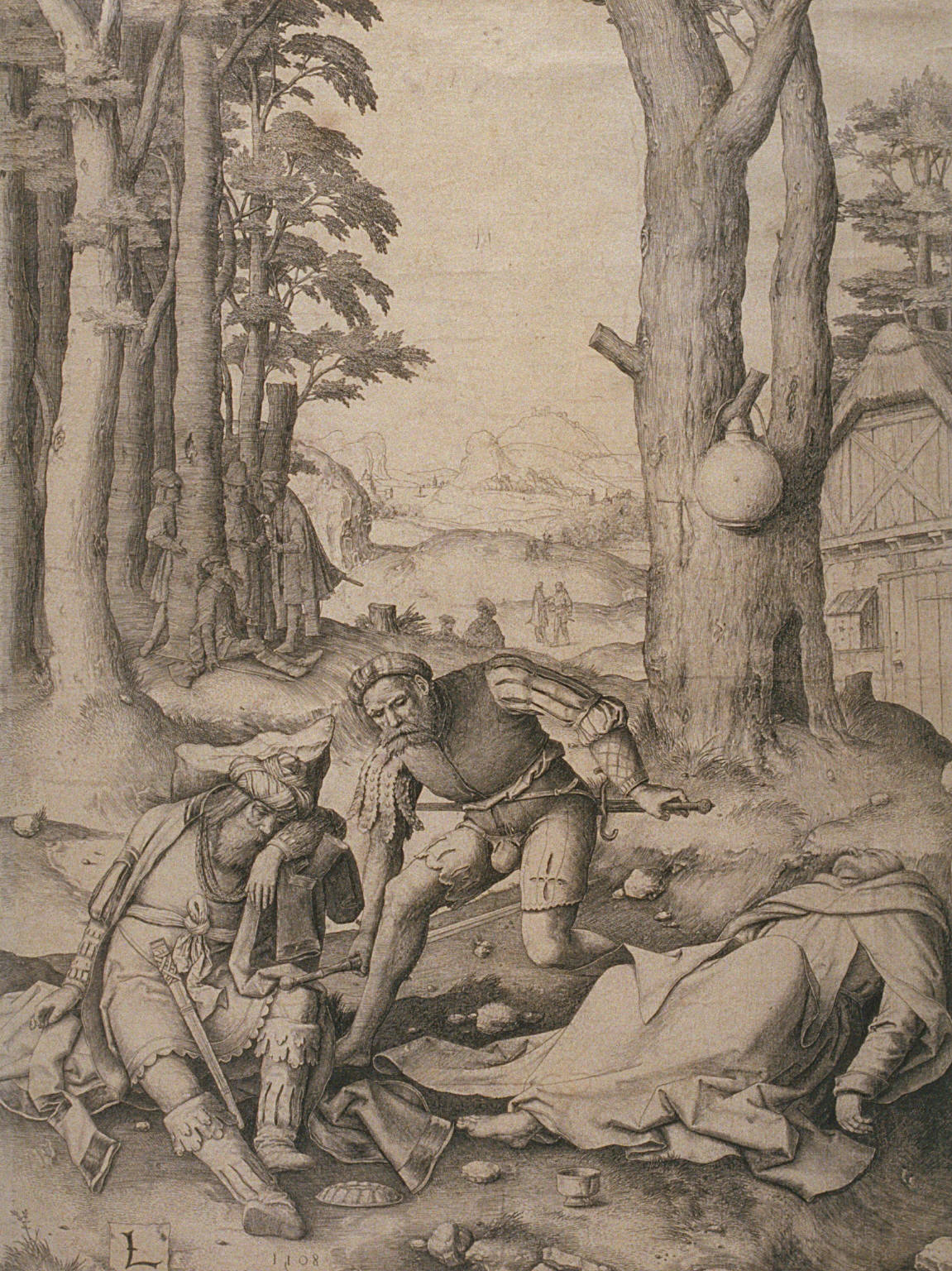
Mahomed şi Călugărul Sergius (Bahira). Această gravură din 1508 realizată de artistul olandez Lucas van Leyden prezintă o legendă care a circulat în Europa. Critica creștină timpurie a susținut că Bahira a fost un călugăr eretic ale cărui opinii au inspirat scrierea Coranului.

Bahira (siriacă: ܒܚܝܪܐ ) sau Călugărul Sergius în Occidentul Latin, a fost un călugăr asirian nestorianist care a prezis că adolescentul Mohamed va ajunge un profet.
În polemicile creștine împotriva Islamului, Bahira a devenit un călugăr eretic, ale cărui opinii rătăcitoare au inspirat Coranul. Numele și afilierea religioasă a călugărului variază în diferite surse creștine. De exemplu, scriitorul creștin Ioan Damaschin afirmă că Mahomed după ce a conversat cu un călugăr arian, a conceput propria erezie.